# تاونشیپ ۵، شهرستان روکس، کانزاس
تاونشیپ ۵ (به انگلیسی: Township 5) یک منطقهٔ مسکونی در ایالات متحده آمریکا است که در کانزاس واقع شده است. تاونشیپ ۵ ۵۹ نفر جمعیت دارد و ۶۴۴ متر بالاتر از سطح دریا قرار دارد.